# Xyris schliebenii
Xyris schliebenii là một loài thực vật hạt kín trong họ Hoàng đầu. Loài này được Poelln. miêu tả khoa học đầu tiên năm 1944.